# Фиър (група)
„Фиър“ (на английски: Fear – „Страх“) е американска пънк група, създадена през 1977 г. в Лос Анджелис, Калифорния, съществуваща и до днес.
Членове на групата през годините са били Лий Винг (вокали/китара), Фило Креймър, Сплит Стикс, Дърф Скрач, Лорензо Бюн, Майкъл Балзари (Флий – сега в „Ред Хот Чили Пепърс“), Скот Тюнс.

## Дискография
- I Love Living in the City b/w Now Your'e Dead (Обичам да живея в града (центъра), за добро или лошо сега си мъртъв) (Single, 1978, Criminal Records)
- The Record (album)|The Record (Албумът) (LP, 1982, Slash, reissued on CD in 1992 on Slash/Warner Bros. and in 2001 on Slash/Rhino)
  - The CD reissues include Fear's 1982 single "Fuck Christmas" as a bonus track.
- More Beer (Повече Бира) (LP, 1985, Fear Records/Restless)
- Live...For the Record (На живо...за протокола) (LP, 1991, Fear Records/Restless)
- Have Another Beer with Fear (Пийте още една бира с Фиър) (LP, 1995, Fear Records/Sector 2 Records)
  - All three of the releases issued by Fear Records were reissued by Hall Of Records in 2001.
- American Beer (album)|American Beer (Американска бира) (LP, 2000, Hall of Records)

## Кавъри
Някои групи, които са правили кавъри на песни на „Фиър“:
- А Пърфект Съркъл – "Let's have a War" в "eMOTIVe"
- Гънс енд Роузес – "I Don't Care About You" в техния албум "The Spaghetti Incident".
- Дог Ийт Дог – "More Beer" в албума "These Are The Good Times".